# سانتاگاتا د گوتی
سانتاگاتا د گوتی (به ایتالیایی: Sant'Agata de' Goti) یک کومونه در ایتالیا است که در استان بنونتو واقع شده‌است. سانتاگاتا د گوتی ۶۲٫۹ کیلومتر مربع مساحت و ۱۱٬۴۷۳ نفر جمعیت دارد و ۱۵۶ متر بالاتر از سطح دریا واقع شده‌است.

## خواهرخوانده
شهر گروتاماره خواهرخواندهٔ سانتاگاتا د گوتی هست.